# Bee Train
Bee Train Production Inc. (ビィートレイン株式会社?, Biītorein Kabushikigaisha) è uno studio di animazione giapponese, famoso per la produzione della serie animata cult .hack//SIGN. Fin dal loro coinvolgimento nelle serie animate Noir, Madlax, e Tsubasa Chronicle (oltre ad altre serie) hanno avuto enorme seguito tra i fan dello yuri per aver partecipato a serie che descrivevano forti personaggi femminili che avevano tra loro delle ambigue relazioni.

## Storia
Lo studio Bee Train fu fondato il 5 giugno 1997 da Kōichi Mashimo, che era stato precedentemente direttore in Tatsunoko Productions e fondatore della Mashimo Jimusho, un piccolo gruppo freelance che lavorava per altri studio. Originariamente, Bee Train era una sussidiaria della Production I.G insieme alla Xebec ma nel febbraio 2006, i loro rapporti sono finiti ed è diventata indipendente.
L'intento di Koichi Mashimo quando ha fondato la Bee Train era quello di creare un 'ricovero per animatori', uno studio di animazione interessato all'addestramento di giovani talenti e attento alla qualità artistica della produzione piuttosto che concentrarsi su strategie di profitto e di società. Questo studio è stato presumibilmente pensato da Mashimo durante il prolungato ricovero in terapia intensiva (dopo aver avuto un grave incidente sugli sci) e deve essere stata la strategia ufficiale di Bee Train fin da allora.
I primi progetti pubblicati dallo studio nel 1999 sono stati gli adattamenti in anime di videogiochi molto popolari in Giappone: PoPoLoCrois, Arc the Lad, Wild Arms e Medarot. Ciò ha giocato un ruolo fondamentale più tardi, quando la Bandai ha chiesto a Bee Train di produrre un OAV basato sulla famosa serie di videogame .hack. Contemporaneamente, hanno deciso di promuovere il gioco con una serie animata, che è stata pubblicata nel 2002 come .hack//SIGN, che si può definire come il prodotto più famoso di Bee Train. L'OAV venne chiamato .hack//Liminality e i suoi 4 episodi furono aggiunti come bonus in ognuna delle confezioni dei quattro giochi della serie.
Il primo progetto interamente indipendente della Bee Train è stato Noir. Trasmesso nel 2001, è stato prodotto nello stesso periodo di SIGN ed è diventato la prima serie del genere 'Ragazze con le armi'. Mashimo Koichi disse più volte che aveva sempre avuto in mente una trilogia, di cui Noir era la prima parte. Dopo che Noir ottenne un enorme successo in Giappone, Stati Uniti, Germania e molti altri paesi Occidentali, la seconda serie del genere viene prodotta nel 2004, col nome di Madlax, e con la stessa idea di base.
Bisogna notare che anche se Noir e Madlax sono spesso considerate serie firmate Bee Train, l'idea originaria appartiene al produttore esecutivo Shigeru Kitayama. Il direttore delle animazioni Satoshi Ohsawa commentò che il suo intento mentre disegnava i protagonisti di entrambe le serie era quello di presentare il contrasto tra 'la fragilità di una donna e una pistola - simbolo del potere', che viene ora considerata la definizione canonica del genere tra gli appassionati. Un'altra serie animata influenzata da Noir è per esempio, Gunslinger Girl (2003)
Una tecnica tipica che Mashimo spesso usa come strategia del suo studio è quello di trovare nuove soluzioni per realizzare anime mentre i suoi colleghi sono in stato di ubriachezza. Per esempio,  a quanto lui dice, è in questo modo che è nata l'idea senza precedenti di una connessione tra due comandanti donna, nell'anime Madlax.
Un altro tipico gesto della Bee Train è quello di invitare doppiatori che hanno già lavorato in alcuni dei loro progetti per dare voce a personaggi simili a quelli che hanno già doppiato. Per esempio, questa lista include Hōko Kuwashima (Kirika Yuumura in Noir, Margaret Burton in Madlax), Aya Hisakawa (Cloe, Limelda Jorg) e Kaori Nazuka (Subaru in .hack//SIGN, Shino in .hack//Roots). Il ruolo di Nazuka in Roots ha causato grande confusione tra gli appassionati, credendo che entrambi i suoi personaggi erano, nei fatti, mossi da un giocatore della vita reale.
La famosa compositrice e produttrice musicale Yuki Kajiura ha creato molti brani musicali per i progetti di Bee Train fin da Noir. Kajiura ha realizzato musiche per SIGN, Liminality, Madlax(come parte di FictionJunction YUUKA) e Tsubasa Chronicle.
Attualmente (da giugno 2006) Bee Train sta producendo .hack//Roots, , il seguito di .hack//SIGN (infatti, Roots è per il gioco.hack//G.U. quello che Sign era per la tetralogia di .hack), Spider Riders, e la seconda stagione di Tsubasa Chronicle delle CLAMP. Il quartier generale dello studio è situato a Kokubunji, Tokyo.

## Produzioni
| Titolo                                | Tipo     | Anno      |
| ------------------------------------- | -------- | --------- |
| .hack//GIFT                           | OAV      | 2002      |
| .hack//Legend of the Twilight         | Serie TV | 2003      |
| .hack//Liminality                     | OAV      | 2002      |
| .hack//Roots                          | Serie TV | 2006      |
| .hack//SIGN                           | Serie TV | 2002      |
| Arc the Lad                           | Serie TV | 1999      |
| Avenger                               | Serie TV | 2003      |
| El Cazador de la Bruja                | Serie TV | 2007      |
| Gin'yu Mokushiroku Meine Liebe        | Serie TV | 2004      |
| Gin'yu Mokushiroku Meine Liebe wieder | Serie TV | 2006      |
| IGPX                                  | Serie TV | 2003      |
| L'Immortale                           | Serie TV | 2008      |
| Madlax                                | Serie TV | 2004      |
| Medarot                               | Serie TV | 1999      |
| Murder Princess                       | OAV      | 2007      |
| Noir                                  | Serie TV | 2001      |
| PoPoLoCrois                           | Serie TV | 1999      |
| Spider Riders                         | Serie TV | 2006-2007 |
| Tsubasa Chronicle (prima stagione)    | Serie TV | 2005      |
| Tsubasa Chronicle (seconda stagione)  | Serie TV | 2006      |
| Wild Arms                             | Serie TV | 1999      |